# Платон (габара)
«Платон» — габара Черноморского флота Российской империи. Во время службы по большей части использовалась в качестве транспортного и посыльного судна, принимала участие в войне с Францией 1798–1800 годов.

## Описание судна
Парусная габара с деревянным корпусом, построенная по индивидуальному проекту. Длина судна составляла 33,6 метра, ширина — 9,5 метра, а осадка 4,6 метра. Артиллерийское вооружение на судно не устанавливалось.

## История службы
Габара «Платон» была спущена на воду в 1790 году и использовалась для нужд Одесской экспедиции. В 1797 году поступила из экспедиции в состав Черноморского флота России.
В том же году во время перехода из Одессы в Севастополь на габаре были потеряны мачты, за что командир судна лейтенант Р. Ф. Бутаков в том же году находился под следствием, однако был оправдан. В кампании того же 1797 года выходила в плавания в Чёрное море, а в следующем 1798 году совершала плавания между Николаевом и Константинополем.
Принимала участие в войне с Францией 1798–1800 годов. В кампанию 1799 года перешла из Севастополя к Корфу и Мессине с грузом для находившейся там эскадры адмирала Ф. Ф. Ушакова на борту, после чего вернулась в Севастополь.
В кампании с 1800 по 1806 год совершала плавания в Чёрном море, а в 1802 году также ходила между Николаевом и Константинополем.
Сведений о завершении службы габары «Платон» в составе флота не сохранилось.

## Командиры судна
Командирами габары «Платон» в составе Российского императорского флота в разное время служили:
- лейтенант Р. Ф. Бутаков (до апреля 1797 года)[4];
- лейтенант М. И. Миницкий (с апреля 1797 года)[11];
- капитан-лейтенант П. М. Макшеев (1798 год)[12];
- лейтенант С. В. Подгаецкий (до марта 1799 года)[13];
- лейтенант К. Ф. Сидоров (с марта 1799 года до 1800 год)[8];
- лейтенант Г. Е. Эленгаль (1801—1802 год)[14];
- лейтенант Ф. Х. Папафило (1802 год)[15];
- лейтенант Г. П. Лобысевич 1-й (1804—1806 годы)[16].